# Heidenau (Sachsen)

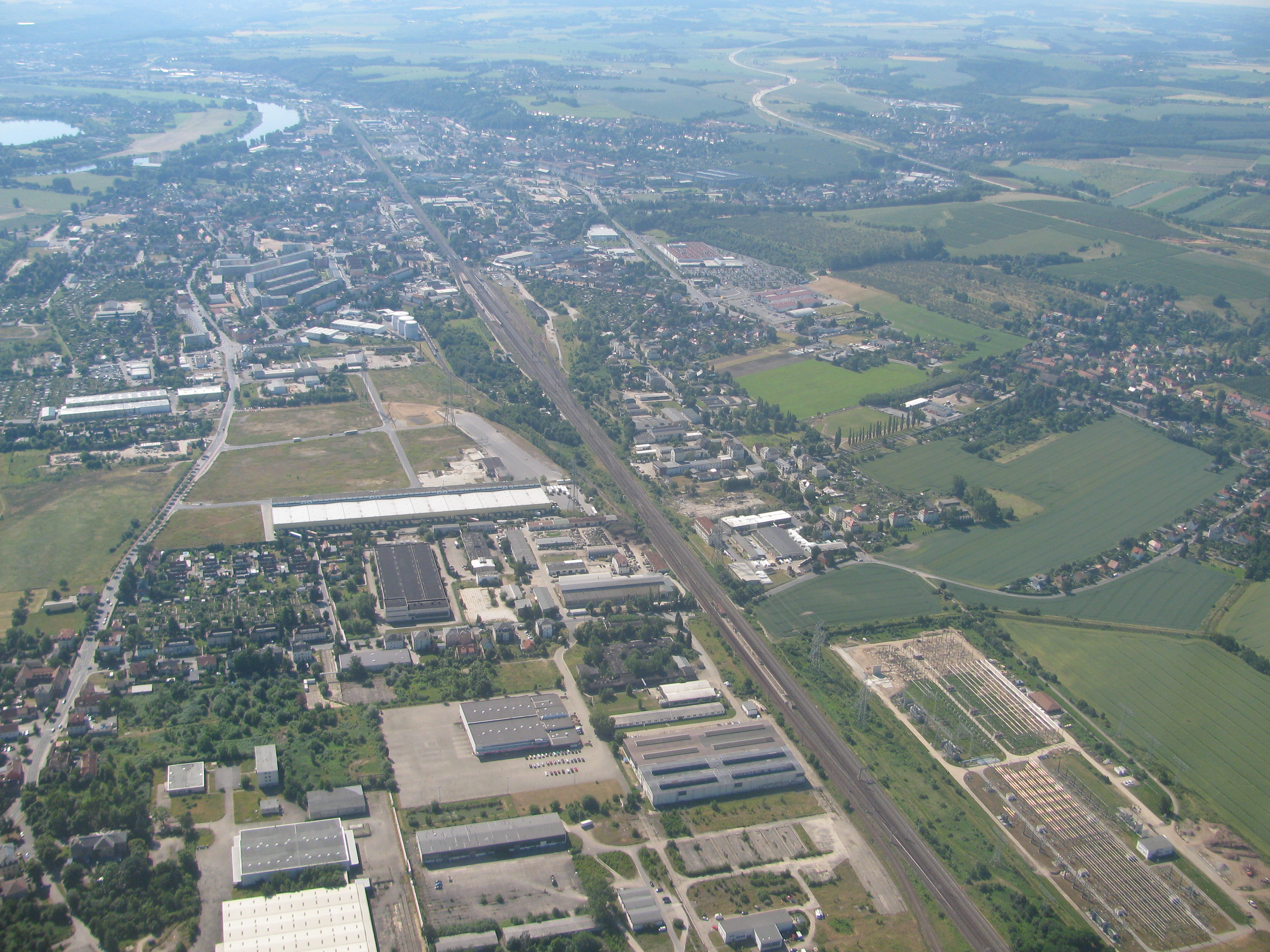
Luftbild von Heidenau (2010)

Heidenau ist eine Stadt im Landkreis Sächsische Schweiz-Osterzgebirge in Sachsen. Sie liegt im Oberen Elbtal an der Mündung der Müglitz in die Elbe. Heidenau grenzt im Südosten Dresdens an die Landeshauptstadt. Mit rund 17.000 Einwohnern auf elf Quadratkilometern Fläche weist Heidenau die drittgrößte Bevölkerungsdichte aller sächsischen Gemeinden auf.

## Geographie
Heidenau besteht aus den Stadtteilen Gommern, Großsedlitz, Heidenau-Süd, Kleinsedlitz, Mügeln und Wölkau.

## Geschichte

### Erste Erwähnung bis Neuzeit
Die Stadtflur wurde schon in vorgeschichtlicher Zeit besiedelt. Große freigelegte Gräberfelder aus der Bronzezeit zeugen vom uralten Besiedlungsgebiet. Seit etwa dem 7. Jahrhundert wurde der Raum Heidenau von Slawen besiedelt.
Erste urkundliche Nachweise des Ortes Gommern stammen aus dem Jahre 1288. Mügeln und Heidenau wurden 1347/49 erstmals urkundlich erwähnt, Großsedlitz 1412, Wölkau 1420 und Kleinsedlitz im Jahr 1501.
Heidenau war bis in das späte 19. Jahrhundert hinein ein ruhiges Bauerndorf. Wahrscheinlich hat der Dohnaer Burggraf Otto Heyde das Dorf als Vorwerk der Burg gegründet. Die überlieferten Dorfnamen im 14. Jahrhundert Heydenowe und Heydenaw weisen darauf hin.
Das Dorf Meuscha, gelegen im Bereich der Stadtgrenze zu Dohna, fiel während des Dreißigjährigen Krieges bis auf ein bis ins 19. Jahrhundert genutztes Einzelgut wüst. Erhalten blieb die Flurbezeichnung Meuschaer Höhe.
Während Heidenau bis zu Beginn des 19. Jahrhunderts agrarisch geprägt blieb, befindet sich in Großsedlitz einer der bedeutendsten Barockgärten Sachsens. 1719 hatte Graf August Christoph von Wackerbarth das Rittergut Kleinsedlitz und weite Teile der umliegenden Gegend gekauft und eine Schlossanlage, das Friedrichschlösschen Großsedlitz, errichtet. 1723 verkaufte er sie an den Kurfürsten Friedrich August I. von Sachsen, genannt August der Starke.

### Industriezeitalter bis Weimarer Republik
1848 wurde der jetzige Ortsteil Mügeln an die Bahnstrecke Tetschen–Dresden angeschlossen, was das Aufkommen der ersten Industriebetriebe in der Region zur Folge hatte. 1890 wurde die nach Altenberg (Erzgebirge) führende Müglitztalbahn eröffnet. Bis zum Beginn des 20. Jahrhunderts entstanden Zellulose- und Papierfabriken, Unternehmen der Maschinen- und Metallwarenfabrikation, Elektrizitäts- und Elektromotorenwerke, Netz- und Farbwerke sowie chemische und fotochemische Industrie.
Das heutige Heidenau wurde 1920 aus den Dörfern Mügeln, Heidenau und Gommern gebildet. 1923 wurde der Ort Großsedlitz eingemeindet, im Jahr darauf erhielt die Gemeinde das Stadtrecht. Heidenau wurde als Name der Stadt gewählt, weil die weitaus meisten Industriebetriebe ihren Sitz auf der Heidenauer Flur hatten und einer Namensänderung ablehnend gegenüberstanden. 1933 kam noch der Stadtteil Kleinsedlitz dazu, 1950 schließlich Wölkau.
Beim Hochwasser im Osterzgebirge 1927 erlitt Heidenau schwere Schäden.

### Zeit des Nationalsozialismus
Zu Beginn der Zeit des Nationalsozialismus wurden politische Gegner und anders Unerwünschte verfolgt. Zu ihnen gehörte der Kommunist Fritz Gumpert, der im April 1933 in das frühe Konzentrationslager Königstein-Halbestadt verbracht und dort von SA-Männern zu Tode gefoltert wurde. Fotos von dem bestialisch Gefolterten, die nach Öffnung seines Sarges angefertigt wurden, gelangten über Prag in die europäische Öffentlichkeit und lösten Empörung über den NS-Terror aus.

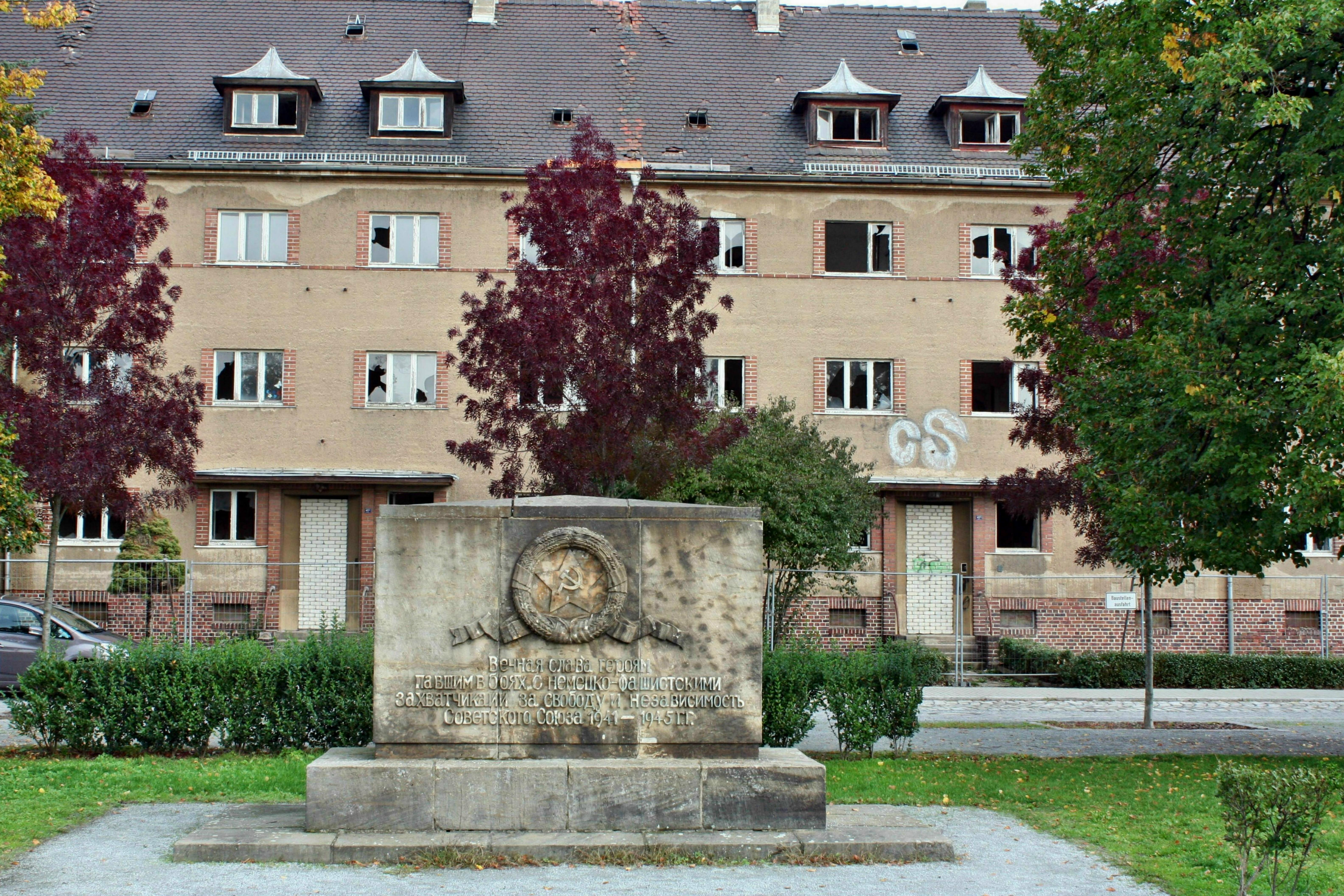
1947 entstand gegenüber dem Bahnhof Heidenau-Nord ein Ehrenmal für die Rote Armee.

Während des Zweiten Weltkriegs forderte die Elbtalwerke AG für ihre Produktion KZ-Häftlinge an, die ihnen wahrscheinlich auch zugesprochen wurden. Eine Außenstelle des Konzentrationslagers Flossenbürg befand sich in Heidenau. Am letzten Tag des Krieges, dem 8. Mai 1945, kam es zu einem verheerenden Bombenangriff auf Heidenau, bei dem 40 Menschen starben. 32 Häuser wurden zerstört, 412 Gebäude zum Teil schwer beschädigt.

### Deutsche Demokratische Republik
Am 1. Juli 1950 wurde die bis dahin eigenständige Gemeinde Wölkau eingegliedert.
Zu DDR-Zeiten entstanden mehrere neue Wohngebiete. Dennoch konnte der erhebliche Wohnungsmangel in dieser Zeit nicht beseitigt werden. Heidenau war ein bedeutender Industriestandort zwischen Dresden und Pirna.

### Geschichte nach 1989
In den 1990er-Jahren wurde Heidenau durch den weitgehenden Niedergang der Industrie Ostdeutschlands und eine hohe Arbeitslosenquote schwer getroffen. Die Industriebrachen und Fabrikruinen sowie die damals herrschenden Zustände am zentralen Bahnhof haben den Ruf Heidenaus in großen Teilen der umliegenden Städte und Dörfer nachhaltig geprägt. An der B 172 entstanden in der Zeit ein Wertkauf, dessen Hallen danach von Wal-Mart und aktuell von Real genutzt werden, sowie in direkter Nachbarschaft ein Roller-Möbelhaus, gegenüber ein Praktiker-Baumarkt und ein Inneneinrichtungsgeschäft. Die sozialen Umschwünge der 1990er Jahre versuchte man zu kompensieren. Ansätze von Erfolgen sind bereits zu sehen, doch hat die Stadt nach wie vor mit vielen sozialen und wirtschaftlichen Problemen zu tun, die im Vergleich zur Zeit von 1990 bis 2002 allerdings schon weit gemildert wurden. Heidenau liegt strategisch günstig zwischen Pirna, Dohna und Dresden, sodass die nächstliegenden Städte, Produktionsbetriebe und Händler sehr gut erreichbar sind. Die gute Anbindung an das öffentliche und Straßen-Verkehrsnetz gibt vielen Menschen, die zentral und günstig wohnen wollen und z. B. in Pirna, im Müglitztal, speziell Glashütte oder Dresden arbeiten gehen, gute Bedingungen. In Heidenau selbst entsteht ebenfalls viel Kleingewerbe und Handwerk neu.

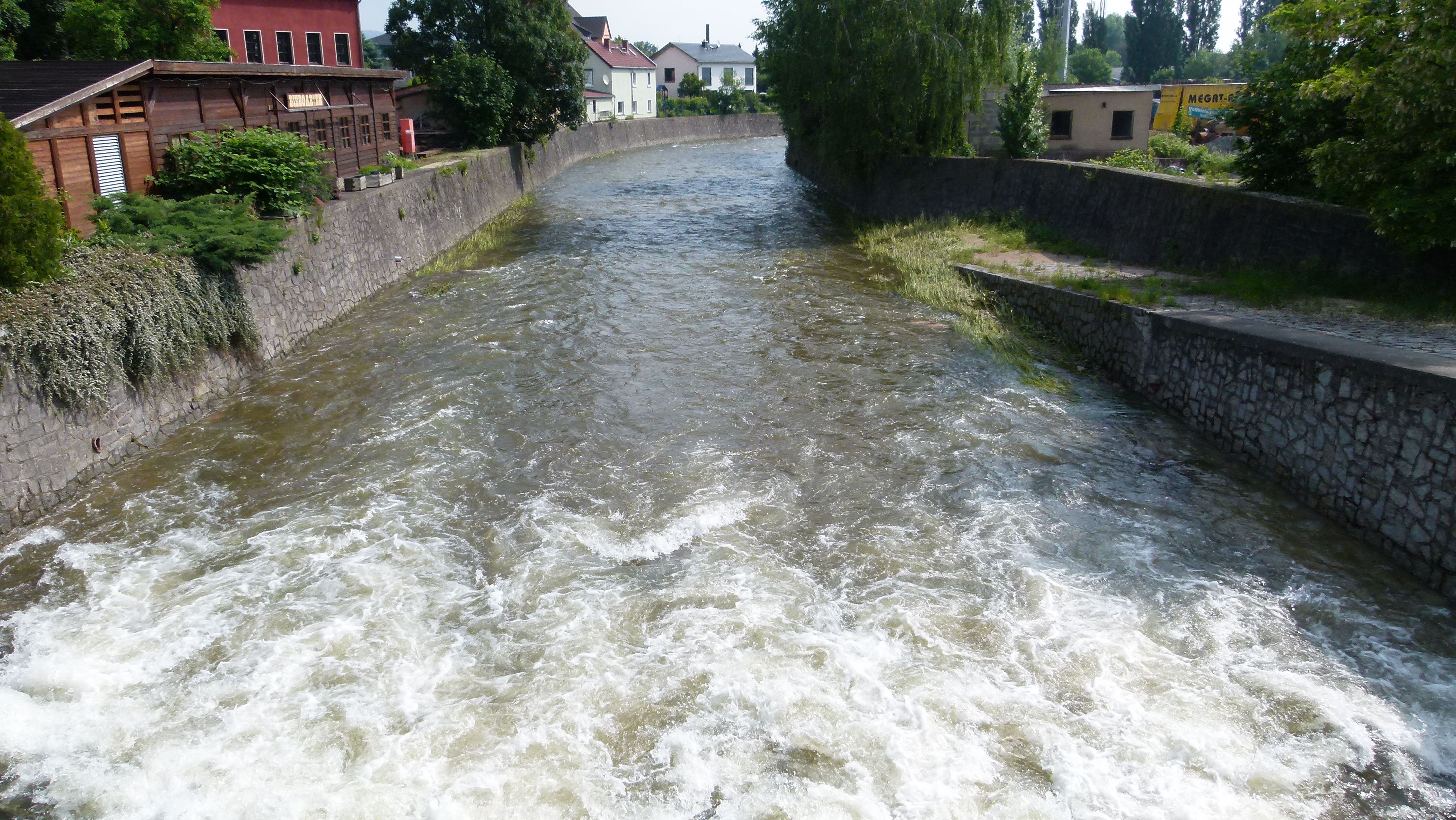
Die Müglitz in Heidenau während des Hochwassers 2013

Im August 2002 richtete das Hochwasser der Müglitz schwere Verwüstungen in Heidenau an. Durch das kurz darauf nachfolgende Elbehochwasser standen etliche Stadtteile unter Wasser. Da zu diesem Zeitpunkt Gasrohre ausgetauscht wurden und so das Rohrnetz an mehreren Stellen geöffnet war, wurden große Teile des Gasrohrnetzes überflutet und die Gasversorgung musste für mehrere Tage unterbrochen werden. Zum Schutz vor einem Hochwasser wurde daraufhin an der Elbe an einen Industriebahndamm angrenzend ein Hochwasserschutzdamm gebaut, der an den Zugängen zum Elberadweg geöffnet ist und im Hochwasserfall zugeschoben werden kann. Dadurch wurden zum Beispiel größere Schäden beim Winterhochwasser 2005 verhindert.
Das Max-Leupold-Stadion wurde durch das Hochwasser ebenfalls überschwemmt und in den darauffolgenden Jahren mit der angrenzenden Radrennbahn, die mit Wasser volllief und dadurch abgerissen sowie neu gebaut werden musste, und dem umgebenden Gelände umgebaut. 2005 wurde das Gelände als „Sportforum“ eingeweiht.

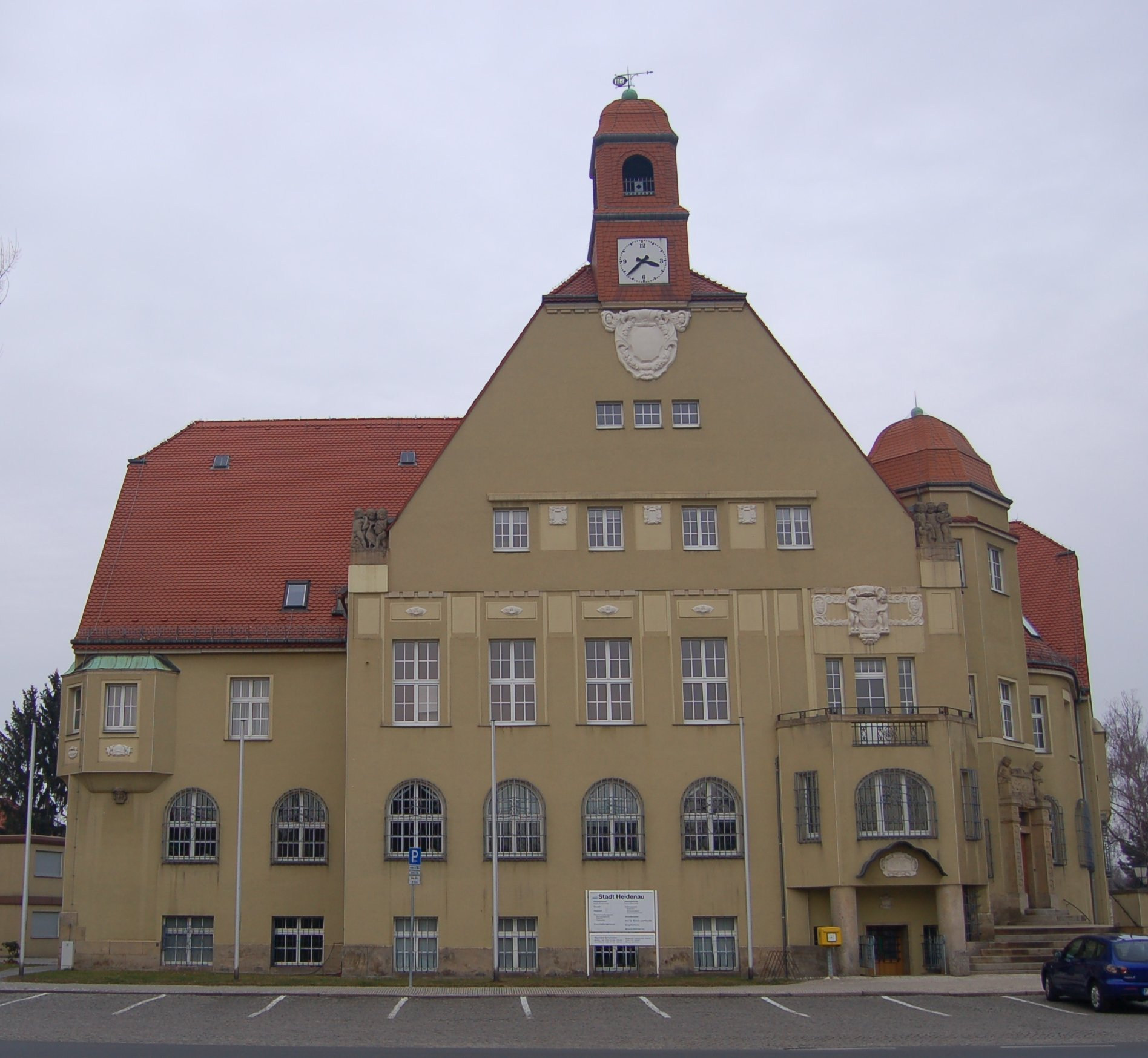
Rathaus

Da die Stadt aus mehreren Dörfern gebildet wurde, existierte kein Marktplatz. Daher wurde ab Juli 2006 die Fläche zwischen Bahnhofstraße und Brunneneck zum Marktplatz umgebaut, der aber auf Karten nicht als solcher bezeichnet wird. Am Marktplatz wurde das Stadthaus gebaut, in dem unter anderem die Touristinformation und der Heimat- und Kulturverein Heidenau ihr Domizil haben.
Das 1910 erbaute Rathaus wurde seit September 2011 rund 15 Monate lang modernisiert. Am 23. Februar 2013 wurde zum Abschluss der Bauarbeiten ein Tag der offenen Tür im Rathaus veranstaltet.
Ende März 2012 kündigte der 64-jährige Bürgermeister Michael Jacobs an, zum Jahresende sein Amt niederzulegen. Jacobs war seit rund 22 Jahren Bürgermeister der Stadt. Zur Bürgermeisterwahl am 7. Oktober 2012 standen Jürgen Opitz (CDU, bis dahin Erster Beigeordneter), Steffen Wolf (Linke), Norbert Bläsner (FDP) und Michael Schürer (Heidenauer Bürgerinitiative, HBI). Jürgen Opitz gewann die Wahl mit 58,1 Prozent der Stimmen.
Am 26. Januar 2014 wurde im Rahmen eines Gottesdienstes die Lutherkirche entwidmet. Dies war aufgrund von Sparmaßnahmen nötig geworden. Am 9. Februar wurde in einem Gottesdienst die Kirchgemeinde mit den Gemeinden Dohna und Burkhardswalde zur Kirchgemeinde Heidenau-Dohna-Burkhardswalde vereinigt, was aufgrund von Streichungen und Kürzungen der Evangelisch-Lutherischen Landeskirche Sachsens nötig geworden war.

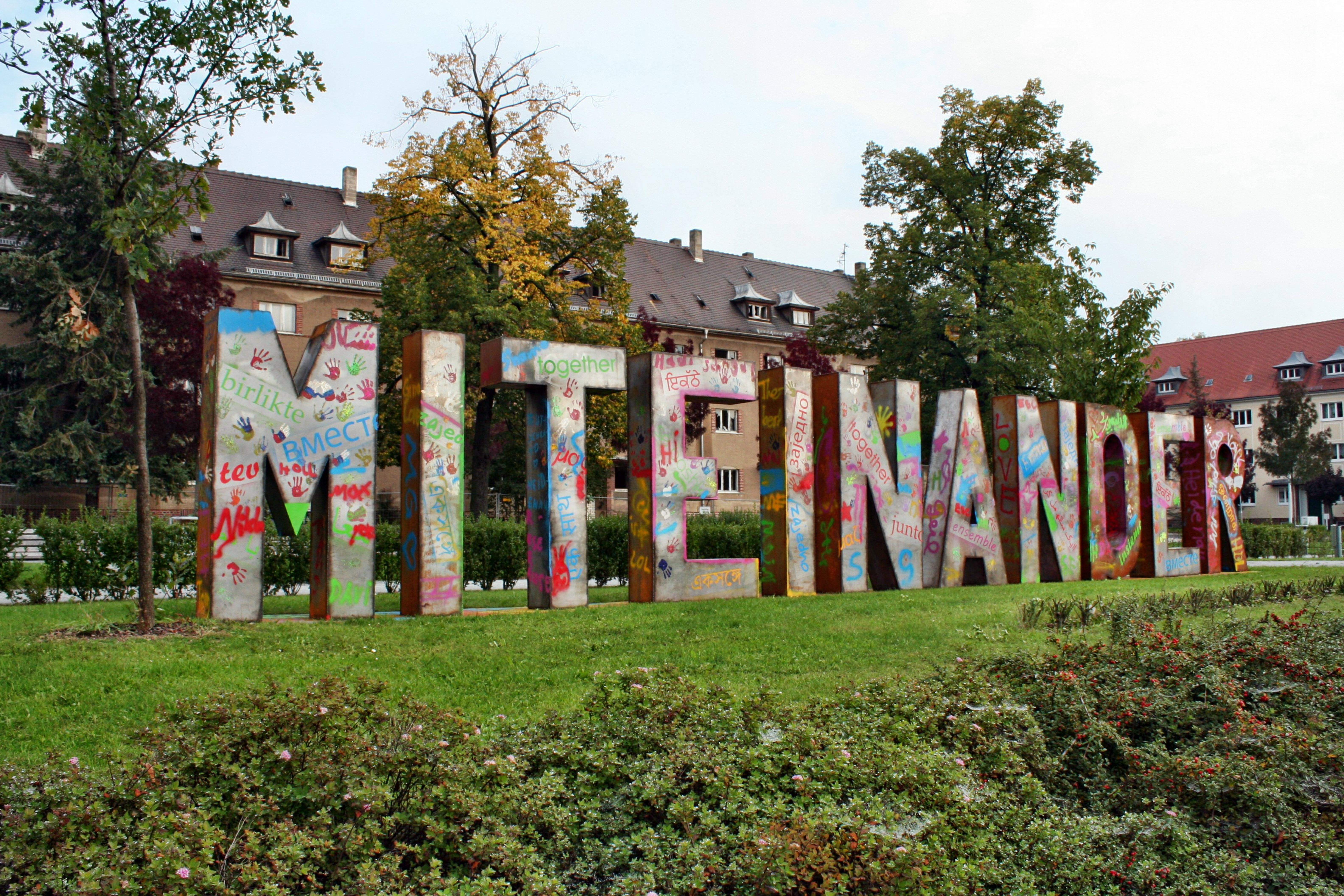
Heidenau, Skulptur „Miteinander“ des deutsch-türkischen Metallkünstlers Hüseyin Arda; Oktober 2015 – April 2016 in Heidenau

Am 21. August 2015 kam es im Anschluss an eine von der rechtsextremen NPD angemeldete Demonstration, an der sich rund 1000 Menschen beteiligt hatten, zu fremdenfeindlichen Ausschreitungen gegen die Unterbringung von Asylbewerbern. Beim Versuch eines rechten Mobs, den Bezug der neu errichteten Notunterkunft durch Straßenblockaden zu verhindern, wurden 31 Polizisten verletzt. Beteiligt an den Krawallen waren auch Mitglieder der rechtsterroristischen „Gruppe Freital“. Auch in den darauf folgenden zwei Nächten kam es zu Ausschreitungen von rechten und linken Gruppen. Führende Personen aus der Landes- und Bundespolitik verurteilten die Ausschreitungen scharf.

### Bevölkerungsentwicklung
| Jahr | Einwohner |
| ---- | --------- |
| 1834 | 159       |
| 1871 | 277       |
| 1890 | 538       |
| 1910 | 5.454     |
| 1925 | 16.198    |
| 1939 | 17.781    |
| 1946 | 18.694    |
| 1950 | 19.559    |

| Jahr | Einwohner |
| ---- | --------- |
| 1960 | 19.386    |
| 1970 | 19.840    |
| 1980 | 20.252    |
| 1990 | 19.980    |
| 1995 | 18.998    |
| 2000 | 17.171    |
| 2005 | 16.735    |
| 2010 | 16.431    |

| Jahr | Einwohner |
| ---- | --------- |
| 2015 | 17.085    |
| 2020 | 16.641    |

## Politik
- Linke: 2
- SPD: 1
- HBI: 1
- BOD: 2
- FDP: 1
- CDU: 7
- AfD: 7
- FS: 1

### Stadtrat
Seit der Stadtratswahl am 9. Juni 2024 verteilen sich die 22 Sitze des Stadtrates folgendermaßen auf die einzelnen Gruppierungen:
- CDU: 7 Sitze
- AfD: 7 Sitze
- BOD: 2 Sitze
- Linke: 2 Sitze
- Freie Sachsen: 1 Sitz
- Heidenauer Bürgerinitiative (HBI): 1 Sitz
- SPD: 1 Sitz
- FDP: 1 Sitz

| Liste                                         | 2024   | 2024   | 2019   | 2019   | 2014   | 2014   |
| Liste                                         | Sitze  | in %   | Sitze  | in %   | Sitze  | in %   |
| --------------------------------------------- | ------ | ------ | ------ | ------ | ------ | ------ |
| AfD                                           | 7      | 33,6   | 5      | 29,5   | –      | –      |
| CDU                                           | 7      | 29,9   | 6      | 25,8   | 11     | 45,7   |
| Bürgerinitiative Oberelbe für mehr Demokratie | 2      | 9,1    | 1      | 6,3    | –      | –      |
| Linke                                         | 2      | 7,0    | 3      | 13,9   | 5      | 20,4   |
| Freie Sachsen                                 | 1      | 6,2    | –      | –      | –      | –      |
| Heidenauer Bürgerinitiative                   | 1      | 5,9    | 1      | 4,9    | 1      | 6,3    |
| SPD                                           | 1      | 4,2    | 1      | 4,7    | 1      | 6,3    |
| FDP                                           | 1      | 4,2    | 2      | 9,5    | 2      | 8,2    |
| Grüne                                         | –      | –      | 1      | 5,4    | 1      | 5,6    |
| NPD                                           | –      | –      | –      | –      | 1      | 7,5    |
| Wahlbeteiligung                               | 64,7 % | 64,7 % | 59,8 % | 59,8 % | 43,8 % | 43,8 % |

### Bürgermeister
Bürgermeisterin ist seit 2025 Conny Oertel (HBI).
| Wahl | Bürgermeister  | Vorschlag | Wahlergebnis (in %) |
| ---- | -------------- | --------- | ------------------- |
| 2025 | Conny Oertel   | HBI       | 51,4                |
| 2019 | Jürgen Opitz   | CDU       | 65,1                |
| 2012 | Jürgen Opitz   | CDU       | 58,1                |
| 2008 | Michael Jacobs | CDU       | 71,3                |
| 2001 | Michael Jacobs | CDU       | 54,3                |
| 1994 | Michael Jacobs | CDU       | 60,1                |

### Städtepartnerschaften
- Troisdorf (Nordrhein-Westfalen, Deutschland)
- Benešov nad Ploučnicí (Tschechien)
- Lwówek Śląski (Polen)

Heidenau gewann 2004 den Wettbewerb „Familienfreundliche Gemeinde Sachsen“ des Sächsischen Staatsministeriums für Soziales. Heidenau ist seit 2010 zertifiziert mit dem „European Energy Award“ und zählt als Energiesparstadt.

## Kultur und Sehenswürdigkeiten

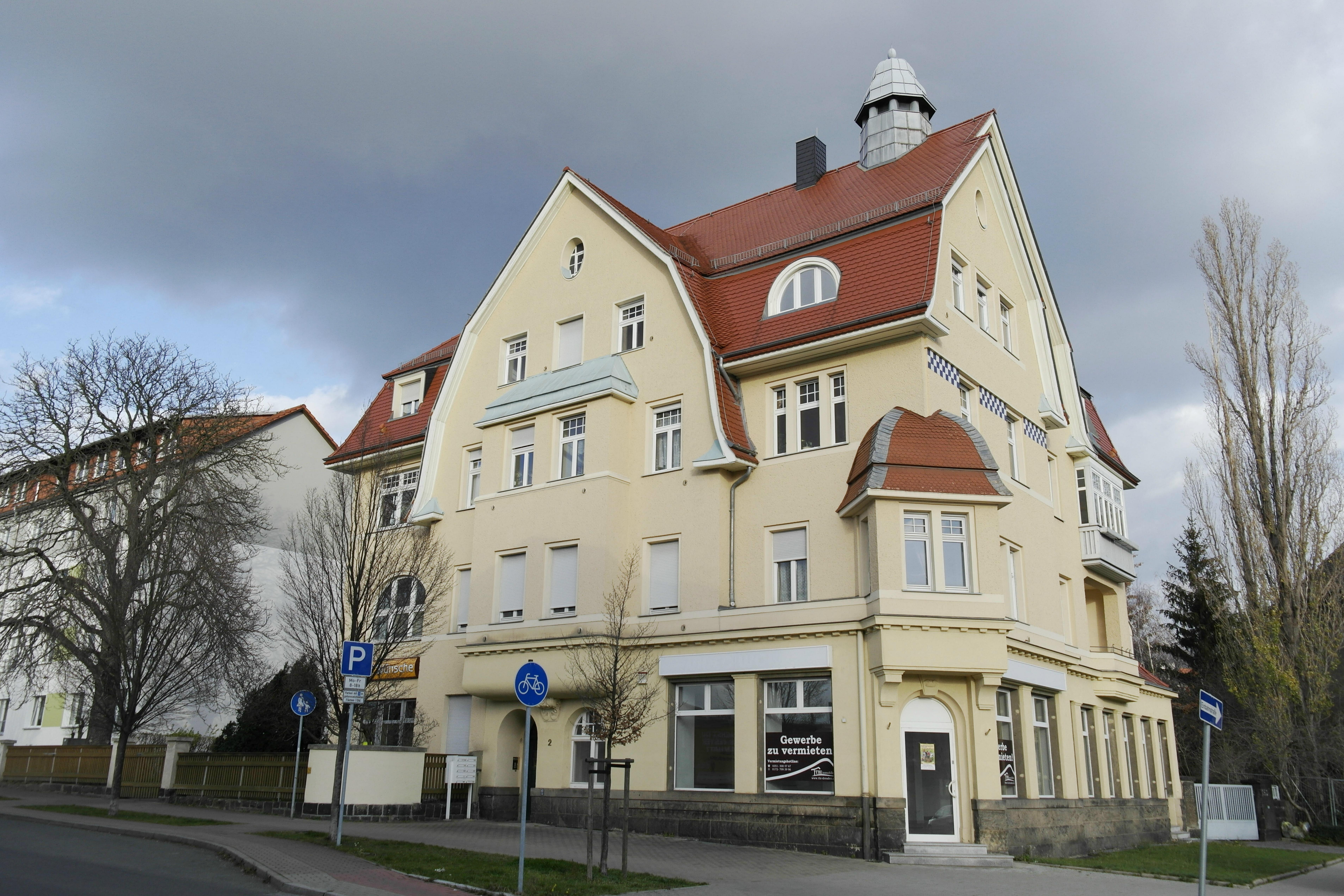
Wohnhaus Siegfried-Rädel-Straße 2, Kulturdenkmal

Luthersäule und Luthereiche

### Bildung
In der Zeit des Nationalsozialismus befand sich in Großsedlitz eine von vier Bezirksführerinnenschulen des Reichsarbeitsdienstes der weiblichen Jugend (RADwJ).

### Kultur
Im Jahre 1905 erfolgte die Gründung der Firma Beckmann & Weis Luxusglaswerk durch Johann Wilhelm Beckmann und Franz Konrad Weis in Mügeln (heute Heidenau), die im Stil von Émile Gallé (* 4. Mai 1846 in Nancy; † 23. September 1904 in Nancy) vor allem Vasen und Kunstgegenstände aus Glas fertigten. 1915 wurde die Firma unter dem Namen Eichhorn & Weis GmbH weitergeführt, bis diese 1926 in die Heidenauer Glashütte AG umgewandelt wurde. 1933 erfolgte die Einstellung der Produktion.
Am 17. Mai 2008 wurde der MärchenLebensPfad eröffnet. Dieser besteht aus mehreren Märchenstationen, die in der ganzen Stadt verteilt sind und auf drei verschiedenen Routen erwandert werden können. Jede Station thematisiert ein Märchen, deren Text auf einem aufgeschlagenen Märchenbuch aus Metall angebracht ist. Der MärchenLebensPfad bestand am Anfang aus 17 Stationen, inzwischen wurde er auf 19 Stationen erweitert. Begleitend gibt es ein Märchenbuch, in dem die drei Routen mit allen Stationen und Märchentexten enthalten sind und das in verschiedenen städtischen Einrichtungen erhältlich ist. Regelmäßig finden Wanderungen mit einer Märchenerzählerin auf dem MärchenLebensPfad statt.

### Gedenkstätten
- Gedenkstein am Karl-Liebknecht-Platz von dem Bildhauer Helmut Schwager aus dem Jahre 1961 für die Opfer des Faschismus
- Massengrab und Gedenkstein auf dem Friedhof Heidenau-Süd für elf namentlich genannte Kriegsgefangene und Zwangsarbeiter, die während des Zweiten Weltkrieges nach Deutschland verschleppt und Opfer von Zwangsarbeit wurden
- Gedenkstein auf dem nach ihm benannten Platz für den ermordeten NS-Gegner Fritz Gumpert
- Gedenkstein für die im Zweiten Weltkrieg gefallenen sowjetischen Soldaten auf dem Platz der Freiheit
- Gedenkstein im Albert-Schwarz-Bad von dem Politiker Albert Schwarz

### Grünflächen und Naherholung

Barockgarten Großsedlitz

- Barockgarten Großsedlitz
- Stadtpark
- Elbwiesen
- Karl-Liebknecht-Platz
- Fritz-Gumpert-Platz
- Platz der Freiheit

### Sport

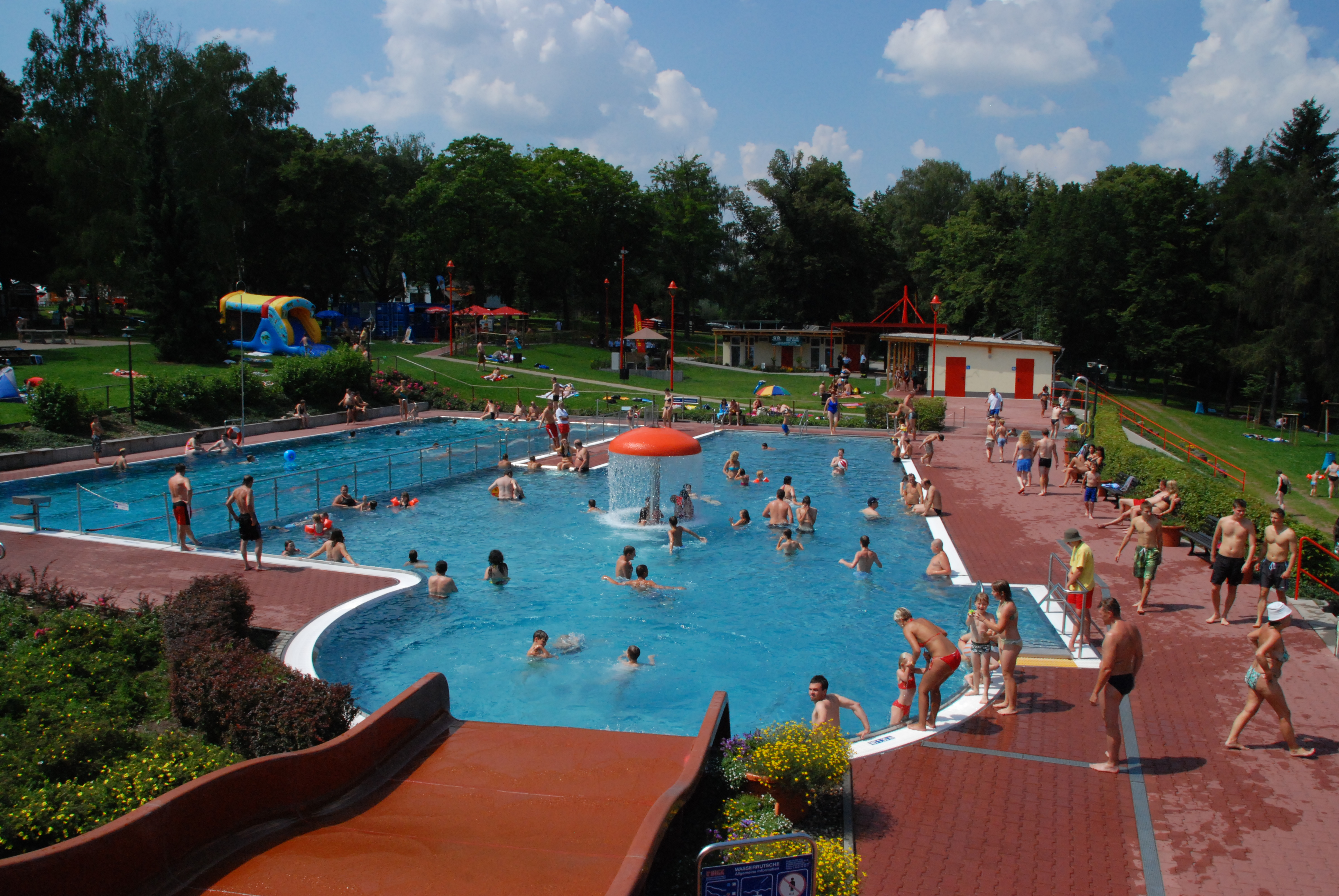
Albert-Schwarz-Bad

- Albert-Schwarz-Bad
- Max-Leupold-Stadion
- Radrennbahn
- mehrere Sportplätze
- Heidenauer SV
- Heidenauer Dartclub (HDC)

## Wirtschaft und Infrastruktur

Heidenau, ehemaliger Wasserturm, Technisches Denkmal

### Wichtige ansässige Unternehmen
Heute zählen eine Papierfabrik, eine Malzfabrik, ein Möbelwerk, ein Tanklager der DEA, mehrere Maschinenfabriken und das Reifenwerk Heidenau zu den wichtigsten Arbeitgebern des Ortes. Ein Werk des Henkel-Konzerns für Heißschmelzklebstoffe (das letzte Henkel-Werk in Ostdeutschland) stellt Ende 2024 seine Produktion ein und wird dann abgewickelt.

### Öffentliche Einrichtungen
- Stadtbibliothek Heidenau
- Freiwillige Feuerwehr Heidenau

### Bildung
- Grundschulen
  - Heinrich-Heine-Grundschule
  - Grundschule „Bruno-Gleißberg“
  - Astrid-Lindgren-Grundschule
  - Astrid-Lindgren-Schule in Heidenau

- Oberschulen
  - Oberschule „J. W. v. Goethe“

- Gymnasien
  - Pestalozzi-Gymnasium

- Förderschulen

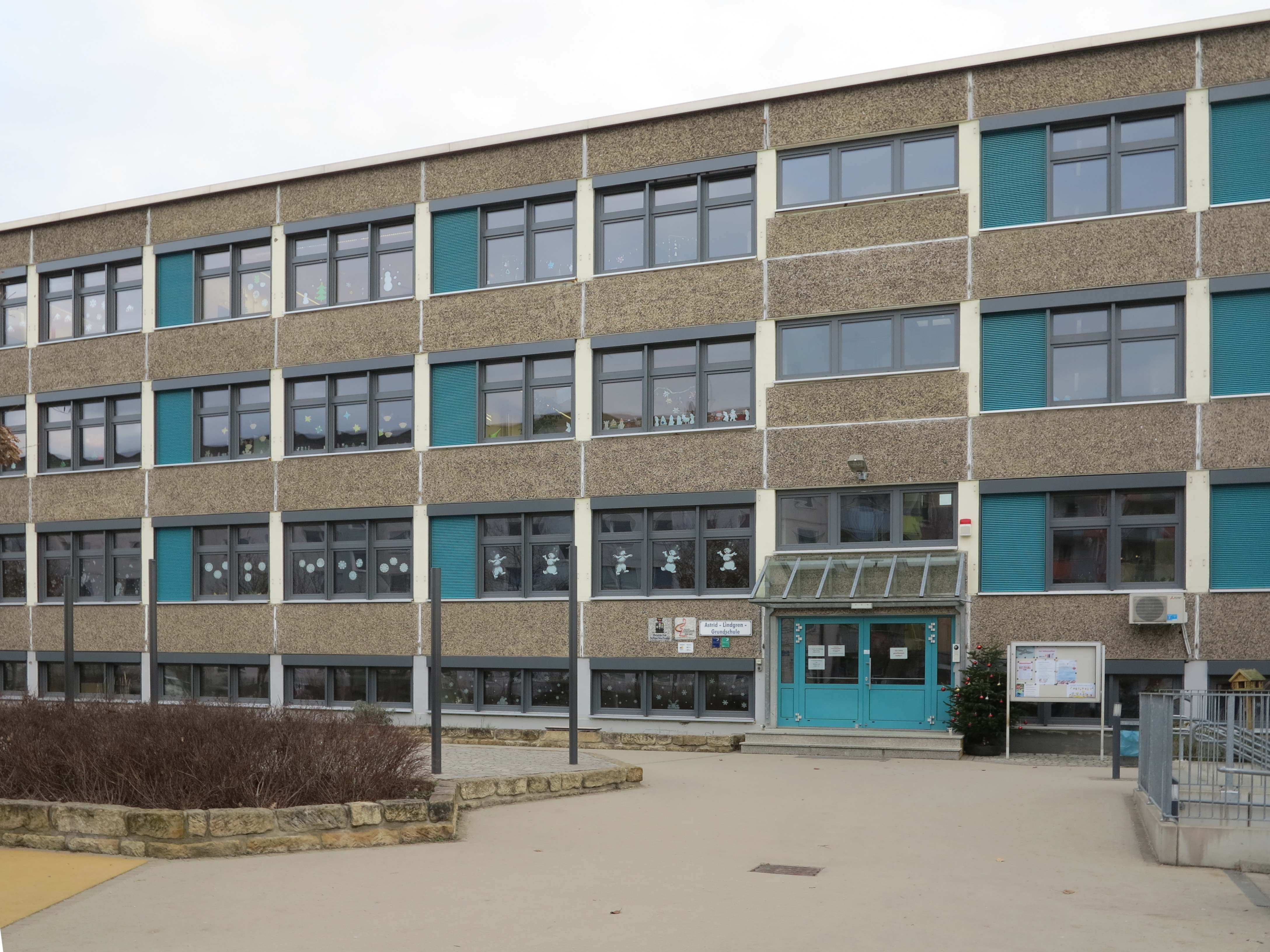
Astrid-Lindgren-Schule in Heidenau

  - Schule zur Lernförderung „Heinrich-Ernst-Stötzner“

- Sonstige
  - Musikschule Sächsische Schweiz e. V.

### Verkehr
- Bedeutende Straßen

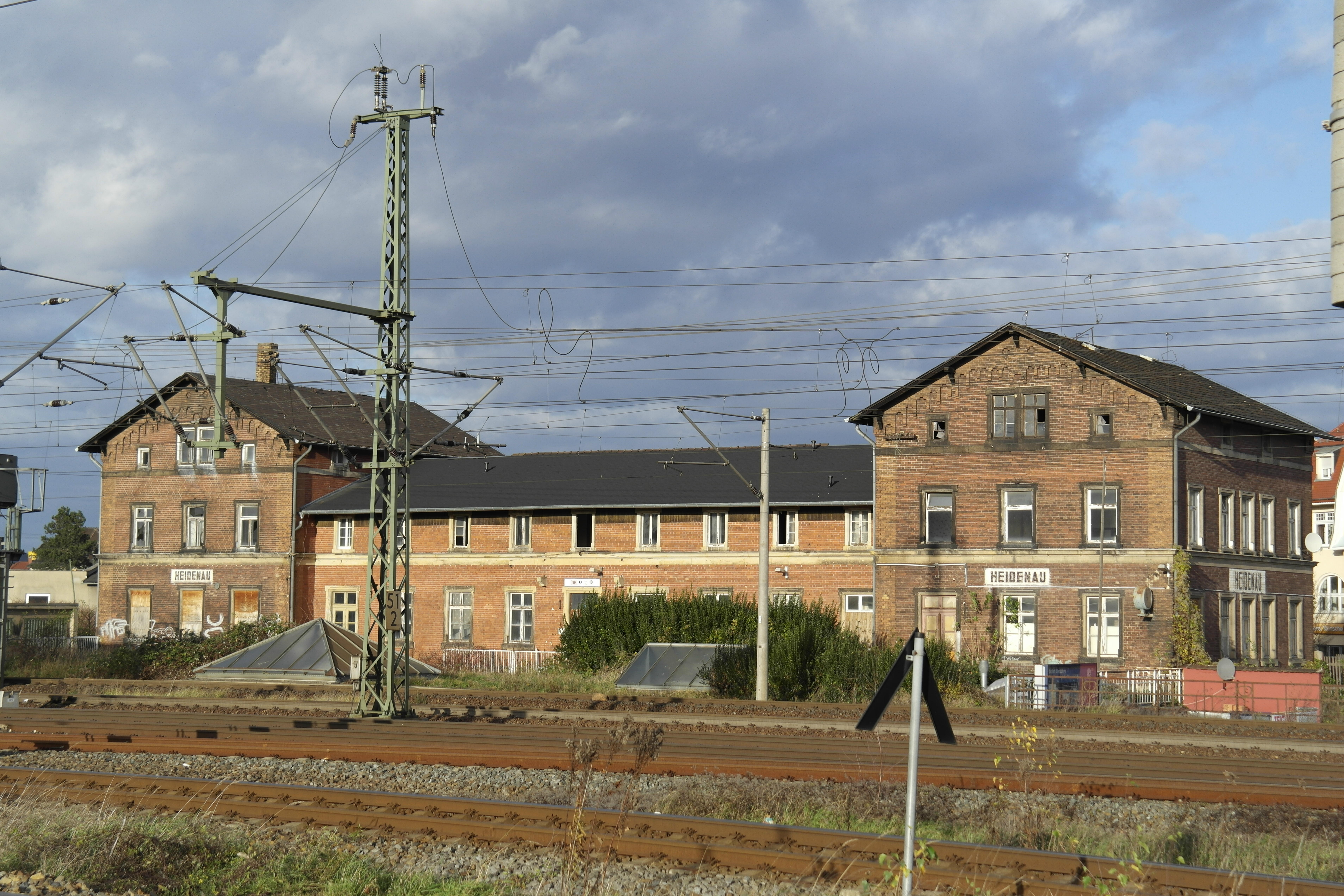
Bahnhof Heidenau, Empfangsgebäude, Bahnsteigseite

  - Bundesautobahn 17, zu erreichen von den Anschlussstellen Heidenau und Pirna
  - Staatsstraße 172 (ehemals B172)
- Schienenverkehr
  - Müglitztalbahn:
    - RE 19: Dresden – Heidenau – Glashütte – Altenberg (ergänzend zum Regelfahrplan Wintersportverkehr, nur November bis März an Wochenenden bei geeigneten Wetterverhältnissen)
    - RB 72: Heidenau – Glashütte – Altenberg

  - Elbtalbahn:
    - S1: Schöna – Bad Schandau – Pirna – Heidenau – Dresden – Radebeul – Meißen-Triebischtal
    - S2: Pirna – Heidenau – Dresden – Flughafen Dresden

  - Deutschland – Tschechien
    - RE 20: Dresden – Heidenau – Pirna – Děčín – Ústí nad Labem – Litoměřice (Ausflugs- und Wanderverkehr, nur von Ende März bis Oktober bzw. im Advent (nur ab und bis Ústí n. L.) an Wochenenden und Feiertagen)
- Busverkehr

| Linie | Verlauf | Fahrzeit Tagesverkehr                           | Takt Tagesverkehr          |
| ----- | --- | ----------------------------------------------- | -------------------------- |
| A     | Bahnhof → […] → S-Bf. Süd → […] → Johanniter-Stift → […] → Dohna Markt → […] → Barockgarten Großsedlitz → […] → Johanniter-Stift → […] → S-Bf. Süd → […] → Bahnhof | → Dohna: 21 min; → Gesamtstrecke: 61 min        | Ungetaktet                 |
| B     | Bahnhof – […] – Dohna Bahnhof – Dohna Markt – […] – Gamig Gut Gamig – […] – Borthen Dorfplatz                                                                      | → Dohna: 8 min; → Borthen: 32–33 min            | Ungetaktet                 |
| H/S   | PIR-Sonnenstein Süd – […] – PIR-Breite Straße – PIR-ZOB – […] – Bahnhof – […] – DD-Luga– […] – DD-Prohlis Schleife                                                 | → DD-Prohlis: 44–51 min                         | zw. PIR→DD 30 min          |
| 65    | Bahnhof – […] – DD-Bahnhofstraße – […] – Altleuben – […] – DD-Blasewitz, Schillerplatz                                                                             | → Altleuben: 13 min; → Gesamtstrecke: 41–42 min | 20 min                     |
| 86    | Bahnhof – […] – DD-Laubegast Kronstädter Platz – […] – Kreischa Am Mühlgraben                                                                                      | → Kreischa: 44–51 min                           | 20 min                     |
| 201   | Bahnhof – […] – Dohna Bahnhof – […] – Dohna Markt – […] – Burkhardswalde Dorfplatz – […] – Glashütte Bahnhof                                                       | → Gesamtstrecke: 36–47 min                      | Ungetaktet                 |
| 202   | Bahnhof – […] – Dohna Bahnhof – […] – Dohna Markt – […] – Maxen Dorfplatz – […] – Mühlbach (PIR) Wendeplatz                                                        | → Gesamtstrecke: 27–38 min                      | Ungetaktet                 |
| 204   | (Einzelne Fahrt im Schülerverkehr) Großsedlitz Schule – Barockgarten Großsedlitz – […] – PIR-ZOB                                                                   | → Schülerverkehrsstrecke: 12 min                | Einzelne Fahrt             |
| 372   | Bahnhof – […] – Glashütte Bahnhof | → Gesamtstrecke: 29 min                         | 60 min (Nur Berufsverkehr) |

(Stand: 11. Dezember 2022)
- Elbschifffahrt
  - Anlegestelle der Sächsischen Dampfschiffahrt
  - Fährverbindung F10 Heidenau – Birkwitz-Pratzschwitz (betrieben vom RVSOE)

## Persönlichkeiten

### Söhne und Töchter der Stadt
- Johann Andreas Hünigen (* 1712 in Kleinsedlitz; † 1781 in Zittau), Baumeister
- Ernst Hermann Grämer (* 1899 in Heidenau; † 1966 in Dresden), Bildhauer
- Woldemar Winkler (* 1902 in Mügeln; † 2004 in Gütersloh), Maler, Zeichner und Bildhauer
- Erna Scholz (* 1906 in Heidenau; † 1935 in Coswig), Politikerin (KPD)
- Gottfried Voigt (* 1914 in Heidenau; † 2009 in Fredersdorf), evangelischer Theologe
- Lotte Buschan (* 1917 in Heidenau; † 1994 in Annaberg-Buchholz), Sängerin am Annaberger Theater
- Ursula Hasse (* 1925 in Heidenau; † 2013 in Heidenau), Künstlerin
- Fritz Rösel (* 1926 in Heidenau; † 2003 in Berlin), Abgeordneter (FDGB)
- Günter Benser (* 1931 in Heidenau; † 2025), Historiker.
- Sigmar Börner (* 1932 in Großsedlitz; † 2010 in Schneverdingen), Fernsehregisseur und Redakteur
- Dieter Görne (* 1936 in Heidenau; † 2023 in Dresden), Dramaturg und Intendant
- Eugen Schönebeck (* 1936 in Heidenau), Maler
- Günter Groß (* 1938 in Großsedlitz), Ingenieur und Museumsleiter
- Christian Lenz (* 1938 in Heidenau), Kunsthistoriker
- Jürgen Eckoldt (* 1942 in Heidenau), Politiker (CDU)
- Günter Böhme (* 1943 in Heidenau), Funktionär der FDJ und der SED in der DDR
- Max Niederlag (* 1993 in Heidenau), Bahnradsportler

### Persönlichkeiten, die mit der Stadt in Verbindung stehen
- Johann Wilhelm Beckmann – Unternehmer: Gründer der Firma Beckmann & Weis im Jahre 1905 Luxusglaswerk[17]
- Franz Konrad Weis – Unternehmer: Gründer der Firma Beckmann & Weis im Jahre 1905 Luxusglaswerk[17]
- Maximilian Reiner (* 22. September 1877 in Olszany/Krasiczyn in der Woiwodschaft Karpatenvorland; † 1947 in den USA), von den Nazis verfolgter jüdischer Kaufhausunternehmer
- Max Dünnebier (* 22. November 1878 in Briesnitz; † 19. März 1950 in Neuwied), deutscher Erfinder und Mitbegründer des Unternehmens Winkler & Dünnebier
- Emil Schemmel (* 21. Januar 1887 in Schadewitz; † 1. November 1945), deutscher Kommunalpolitiker (KPD), Gewerkschafter und Widerstandskämpfer
- Günther Mickwausch (1908–1990), Gebrauchsgrafiker
- Käthe Mickwausch-Reiner (* 1909 in Dresden; † 2011), Gebrauchsgrafikerin, die im NS-Staat als „jüdischer Mischling“ diskriminiert wurde
- Siegmar Faust (* 1944), Schriftsteller und ehemaliger Landesbeauftragter für die Stasi-Unterlagen in Sachsen
- Uwe Müßiggang (* 5. November 1951), Trainer der deutschen Biathlon-Frauen-Nationalmannschaft
- Jens Fiedler (* 15. Februar 1970 Dohna) Bahnradsportler, Fiedler lebte bis zum 13. Lebensjahr in Heidenau
- Norbert Bläsner (* 1980), Politiker (FDP), MdL
- Oliver Wehner (* 1984), Politiker (CDU), MdL